# Antoine de Silly
Pour les articles homonymes, voir Silly.
Antoine de Silly (né vers 1540, mort en 1609), comte de La Rochepot, baron de Montmirail, damoiseau de Commercy et chevalier du Saint-Esprit est un militaire français. Brantôme a célébré sa vaillance.

## Biographie

### Famille
Fils de Louis de Silly, comte de La Roche-Guyon, baron de Louvois, et d'Anne de Laval, dame d’Acquigny et La Rochepot, il eut Jeanne d'Albret pour marraine.
Antoine de Silly épousa Marie de Lannoy, fille de Louis de Lannoy, dame de Folleville et de Paillart, puis en 1592, Jeanne de Cossé-Brissac, fille d'Artus de Cossé-Brissac, maréchal de France
- Leur fille aînée, Françoise Marguerite de Silly († 1625), dame de Folleville, épousa, en 1604, Philippe-Emmanuel de Gondi de Retz, comte de Joigny, général des Galères (d'où entre autres enfants, le cardinal de Retz).
- Leur fille cadette, Madeleine de Silly († 1639), épousa Charles d'Angennes du Fargis[1].

### Carrière militaire

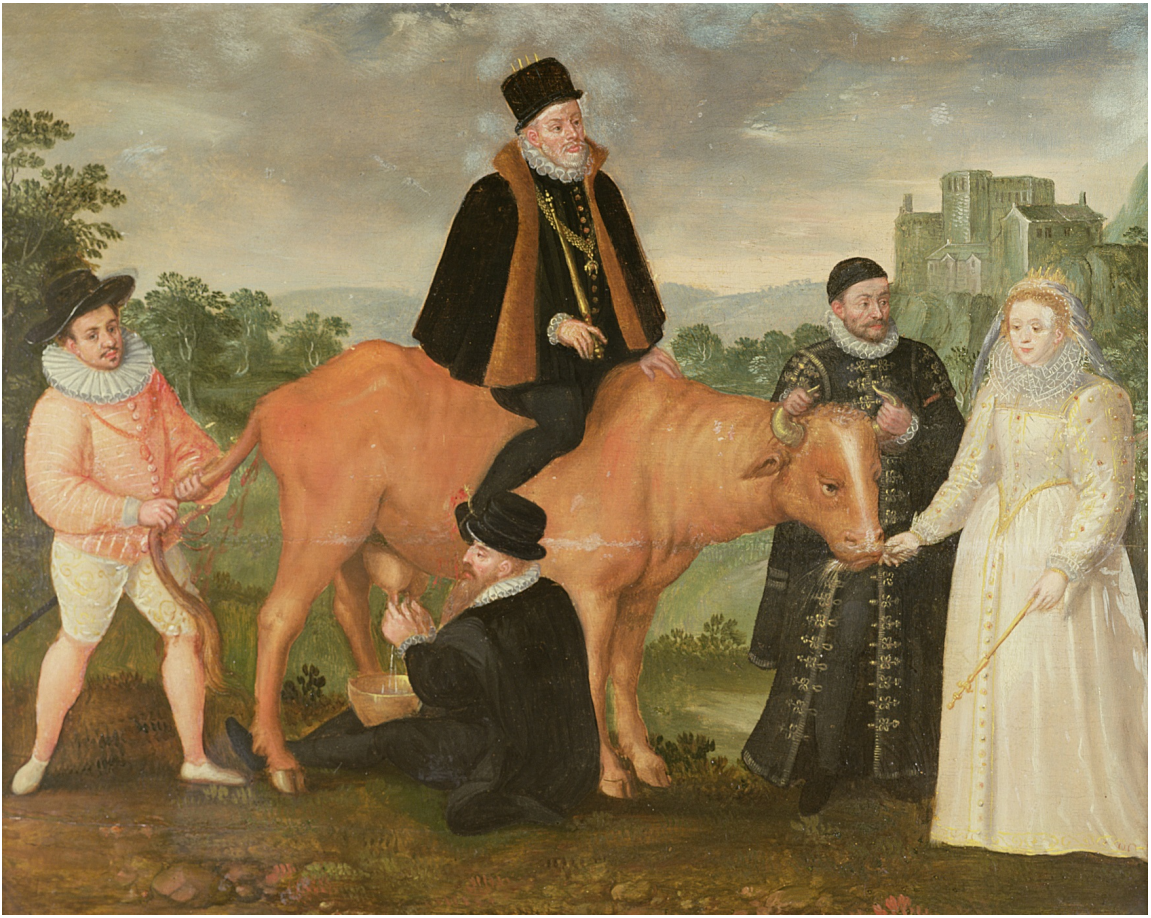
Tableau satirique peint vers 1585 : la vache représente les provinces des Pays-Bas. Philippe II essaie de la diriger ; ses éperons labourent les flancs. Guillaume d'Orange retient la vache par les cornes et Élisabeth Ire lui donne à manger. La vache défèque sur le duc d'Anjou qui lui soulève la queue.

Pendant la Guerre de Quatre-Vingts Ans, sous le François d'Anjou, duc d'Anjou, il s'était fait porter, malade, sur les remparts de Berg, pour étudier les positions de l'ennemi, et c'est à la perspicacité de son coup-d'œil, unie au bonheur de son inspiration, qu'avait été dû le succès de l'affaire.
« Ce fut luy qui commança dans Anvers à cellébrer la feste de sainct Anthoine, où s'estant saisy d'une porte, donna le premier d'un coup de tracquet dans le corps d'un bourguemaistre de la ville, et le tua tout roide mort. Brantôme »
En 1585, le roi Henri III nomme le comte Antoine de Silly, sieur de La Rochepot, gouverneur de l’Anjou. Avec l'aide efficace de son lieutenant Pierre de Donadieu, sieur de Puycharic capitaine-gouverneur du château d'Angers, ils combattent avec énergie les ligueurs catholiques opposés d'abord à Henri III, puis en 1589 à son successeur le roi Henri IV.
En 1590, il était accouru d'Angers au secours de Sablé, en même temps que, du Mans, accourait Nicolas d'Angennes. Georges de Vauldrey, sieur de Saint Phalle en Champagne et de la Bourgonnière, avait pris possession, à main armée, du Duché de Beaupréau, en 1578, au détriment de Guy de Scépeaux. Le jour de l'Ascension, 31 mai 1590, la trahison d'un soldat livra à une bande de ligueurs, commandés par le capitaine Florencière, le château et la ville, qu'il mit au pillage et où le même jour il introduisit les garnisons de Montrevault et de Chemillé, au nom de Guy de Scépeaux. Sur la fin de juillet 1590, Antoine de Silly et Saint-Phalle y vinrent mettre le siège avec 2,500 hommes et 3 canons qui battirent en brèche la tour du Trésor pendant plusieurs jours. La place capitula le 4 août. Au mois de novembre de la même année il rejoignit le prince de Conti, au siège du château de Lavardin qu'ils reprirent aux ligueurs après trois semaines de siège le 23 novembre 1590.
En 1592, Rochepot avait été blessé et pris pendant la Bataille de Craon.
« Rochepot sen vouloit sortir Et laisser le gros de larmée, Se souvenant du départir De luy et de sa bien aimée Qui transsye et demye pasmée, Qui dist avant de départir : Il nest que d'aller. Ha! Damoiseau de Commercy, Mon tout et ma seulle espérance, Ayez de mon gros C.. mercy, Et luy gardez bien vostre lance; En ce la gist vostre vaillance Et à moy mon plus grant soulcy. Il nest que daller.
Michel Luette, Pique-mouches, 1592 »
Rendu à la liberté, il arrivait à Angers le 18 juin 1592. Il revenait de Nantes « où il estoit prisonnier entre les mains de M. Mercure. » Henri IV, apprenant au duc de Montmorency la défaite de Craon, se contentait de lui écrire dans une lettre datée du Camp de Gisors, le 19 juin 1592 : « Il n'y a eu que le sieur de Rochepot qui voulut accourir pour soustenir l'infanterie qui y est demeuré prisonnier, et deux ou trois autres. » .
Le roi de Navarre le récompense pour sa fidélité, sa loyauté et son efficacité en le nommant chevalier de l'Ordre du Saint-Esprit en 1595.
En 1598, Henri IV se rend à Angers pour préparer l'édit de Nantes. Il est accueilli par le gouverneur de l'Anjou, La Rochepot du 7 mars au 12 avril 1598. Henri IV fait d'Angers sa capitale d'un moment. Face à la Bretagne longtemps indépendante, Angers, bien située aux marches du royaume, était une place forte d'importance.
En 1600, Antoine de Silly est nommé ambassadeur en Espagne. Il assume cette charge pendant deux années jusqu'en 1601.